# 陽光河畔 (英屬哥倫比亞)
陽光河畔社區（英語：Sun Rivers Resort Community），音譯又稱桑里弗斯；是一個位於加拿大英屬哥倫比亞省甘露市東北部甘露一號印地安保存政區（蘇斯瓦族蘇斯瓦語正式名稱：Tk'emlúps te Secwépemc，中譯：蘇斯瓦塔甘露）內新興建立的居宅社區。約從2005年間左右開闢，至今仍在新建住宅區。

## 地理

### 社區範圍
陽光河畔社區位處於保羅山和彼得山坡地上，緊鄰北湯普森河和南湯普森河。詳細來說是英屬哥倫比亞省5號公路和蘇斯瓦路(Shuswap Rd.)內範圍。住宅區包夾於陽光河畔高爾夫球場（Bighorn）中，各鄰里街區多以果嶺區分。

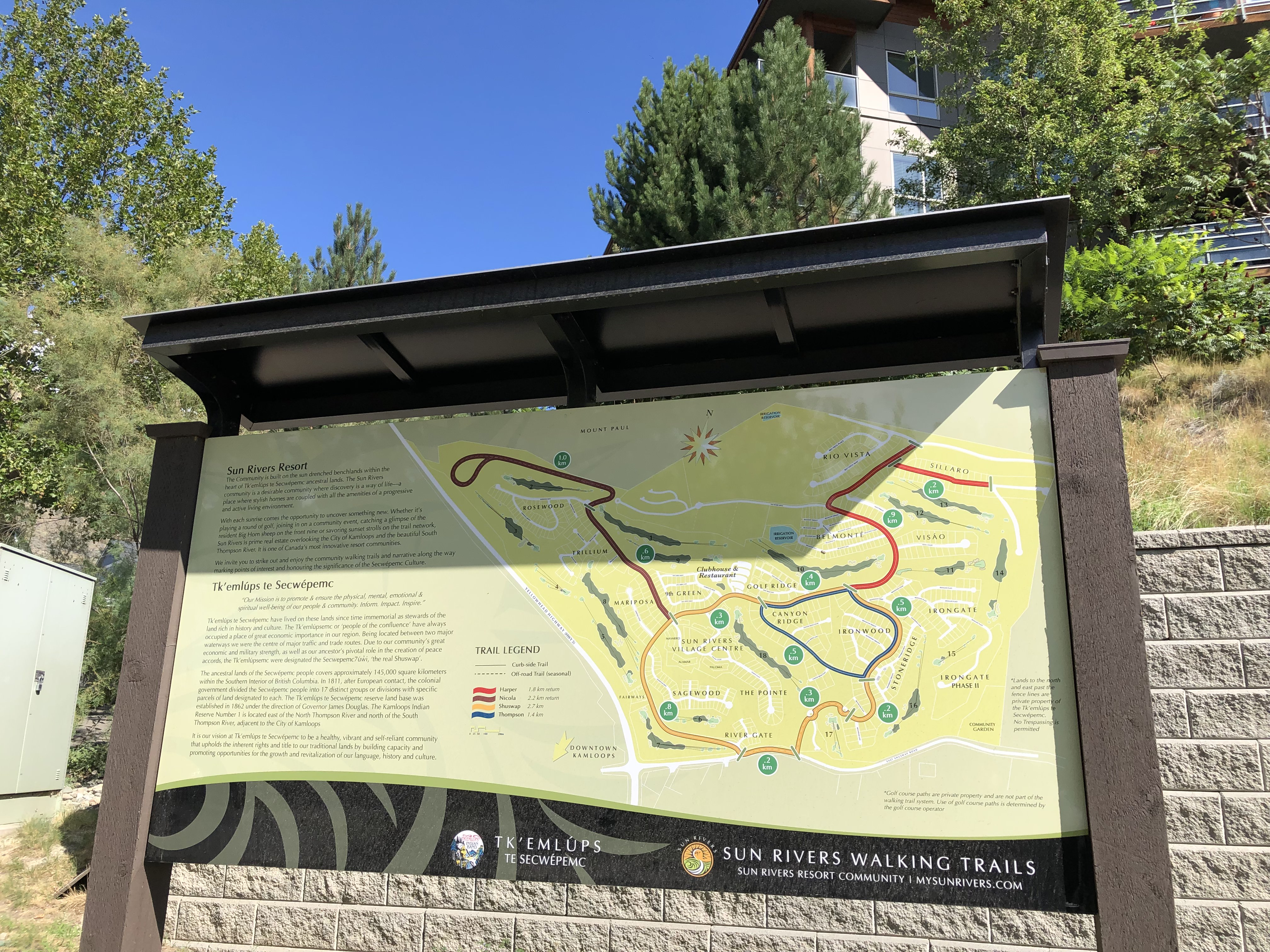
陽光河畔社區地圖

### 交通

#### 社區道路與鄰里
社區主要幹道和入口：陽光河畔道（Sun Rivers Dr.）

| - 鼠尾木道（Sagewood Dr.） - 鼠尾木街（Sagewood St.） - 鼠尾木庭（Sagewood Ct.） - 鼠尾木巷（Sagewood Ln.） | - 馬里波薩庭（Mariposa Ct.） | - 塔拉薩通（Talasa Way） - 塔拉薩庭（Talasa Ct.） - 普安特地（Pointe Pl.） - 西陽光河畔道（Sun Rivers Dr. W.） | - 延齡草地（Trillium Pl.） - 延齡草道（Trillium Dr.） - 延齡草巷（Trillium Ln.） - 延齡草通（Trillium Way） | - 紅木道（Rosewood Dr.） - 紅木巷（Rosewood Ln.） - 紅木彎（Rosewood Cres.） |

| - 會所道（Clubhouse Dr.） - 第九果嶺道（9th Green Dr.） - 第九果嶺巷（9th Green Ln.） | - 峽嶺道（Canyon Ridge Dr.） - 峽嶺庭（Canyon Ridge Ct.） - 峽嶺巷（Canyon Ridge Ln.） - 峽嶺地（Canyon Ridge Pl.） | - 高爾夫嶺道（Golf Ridge Dr.） - 高爾夫嶺徑（Golf Ridge Way） | - 鐵木道（Ironwood Dr.） - 鐵閘道（Irongate Dr.） - 鐵木庭（Ironwood Ct.） - 鐵木台（Ironwood Ter.） - 鐵木彎（Ironwood Cres.） - 鐵木地（Ironwood Pl.） - 鐵木巷（Ironwood Ln.） | - - 石嶺道（Stoneridge Dr.） - 石嶺彎（Stoneridge Cres.） - 石嶺巷（Stoneridge Ln.） |

| - 維薩歐庭（Visao Ct.） - 維薩歐台（Visao Ter.） | - - 貝爾蒙特徑（Belmonte Way） - 貝爾蒙特街（Belmonte St.） - 貝爾蒙特大街（Belmonte Ave.） - 貝爾蒙特道（Belmonte Dr.） - 貝爾蒙特巷（Belmonte Ln.） - 貝爾蒙特庭（Belmonte Ct.） - 貝爾蒙特台（Belmonte Ter.） | - 錫拉羅道（Sillaro Dr.） - 錫拉羅地（Sillaro Pl.） | - 諾爾道（Knoll Dr.） - 河景地（Rio Vista Pl.） |

##### 河景

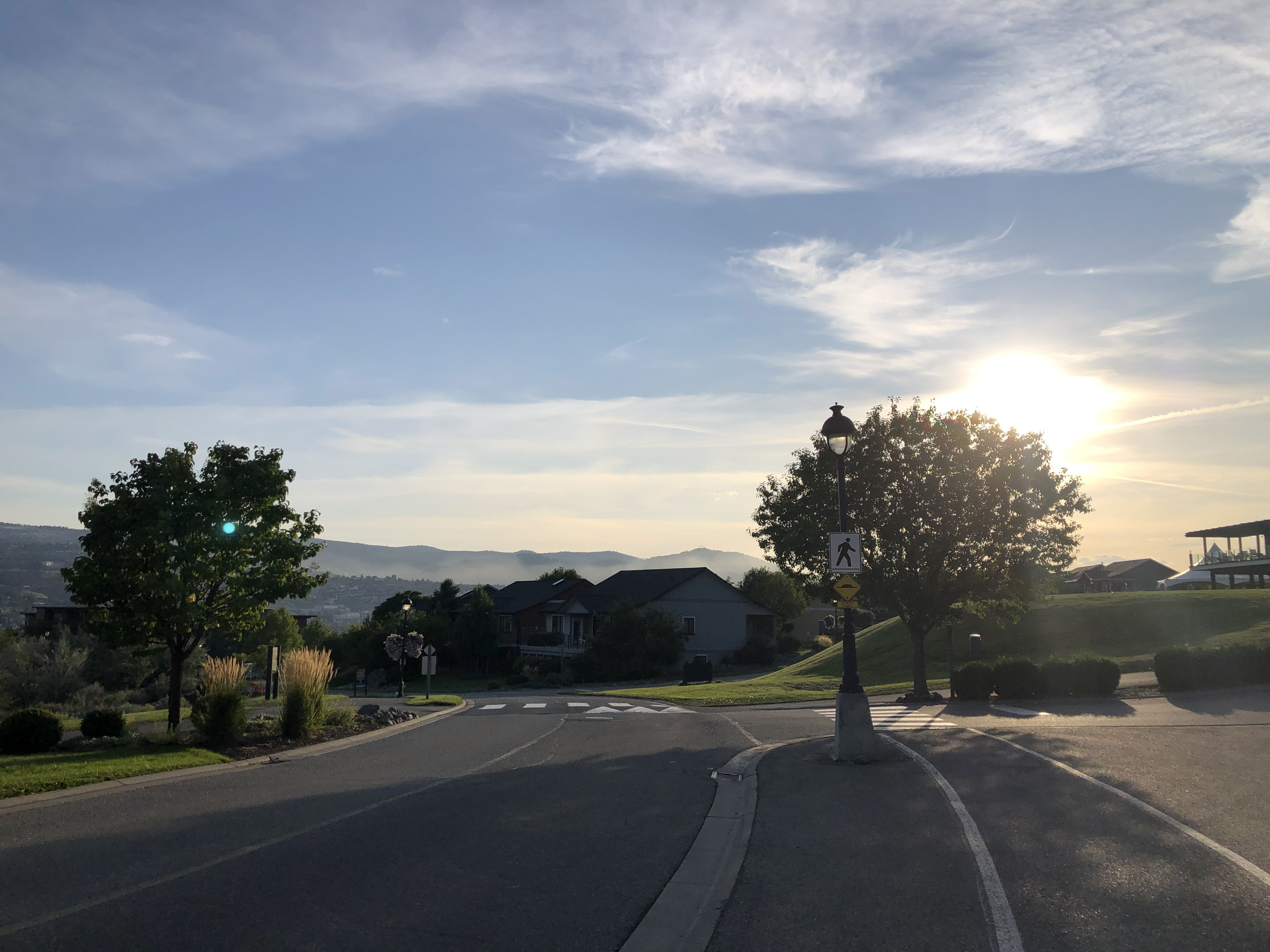
Sun Rivers Dr.

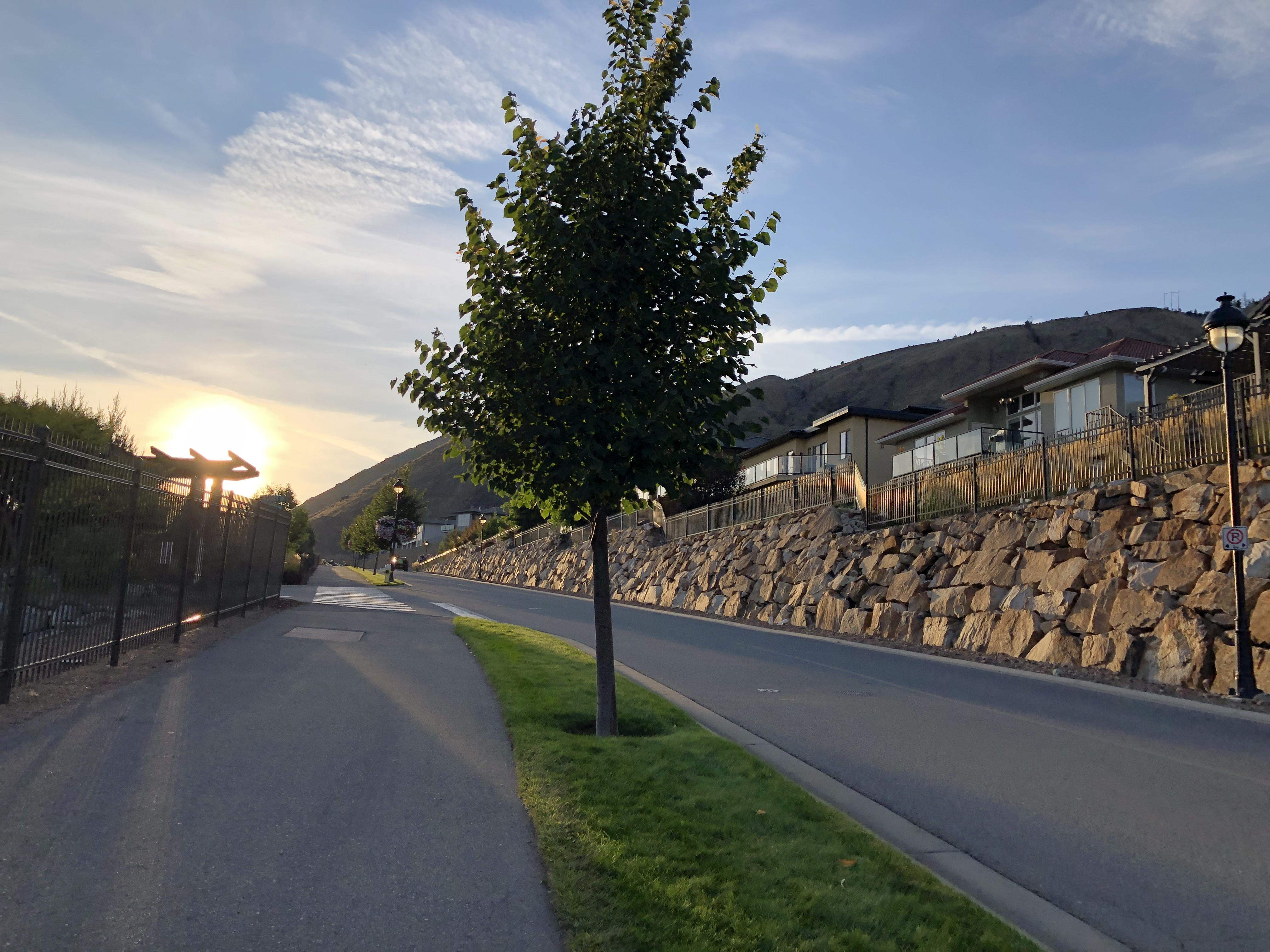
Sun Rivers Dr.

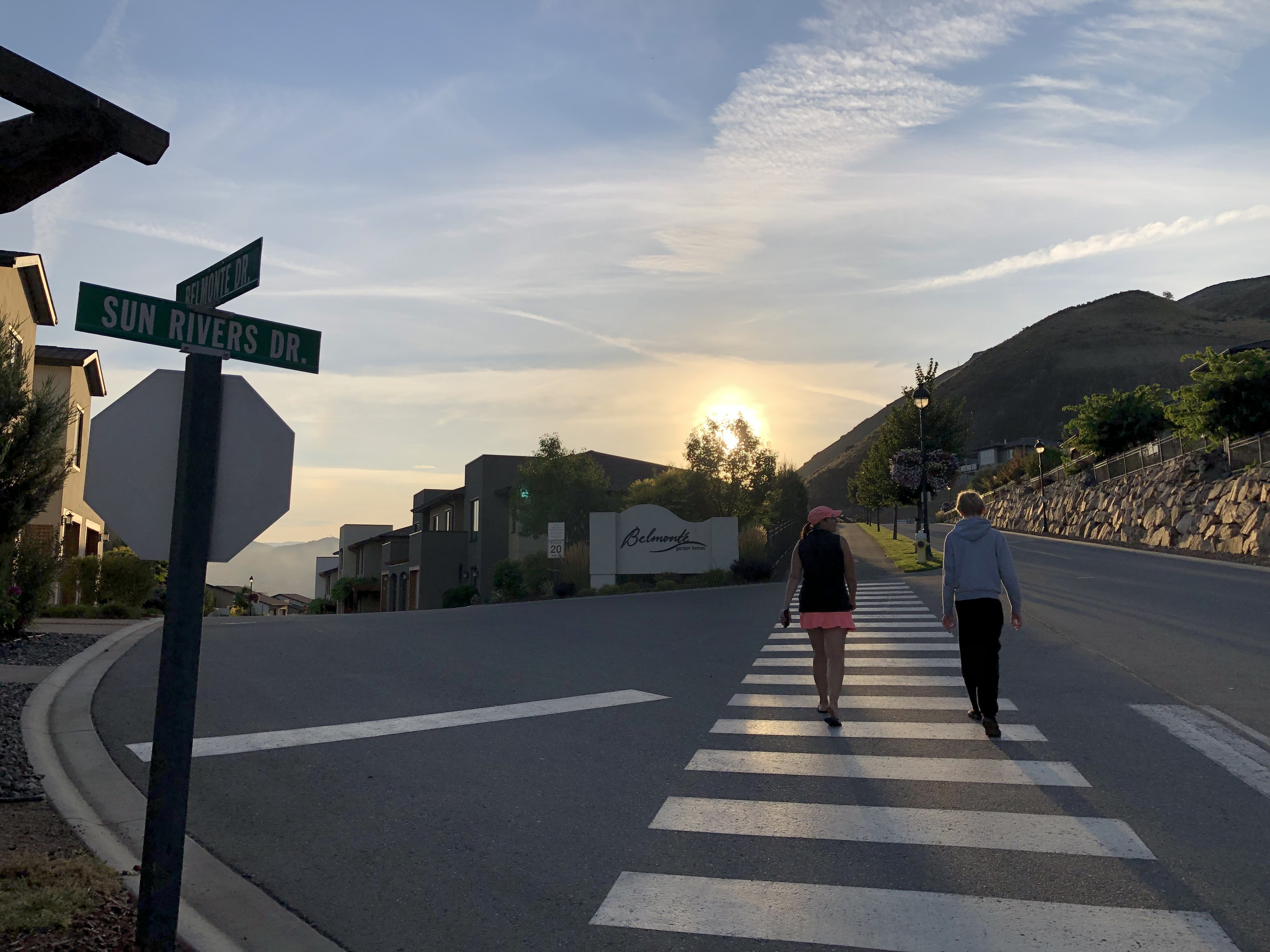
Sun Rivers Dr.

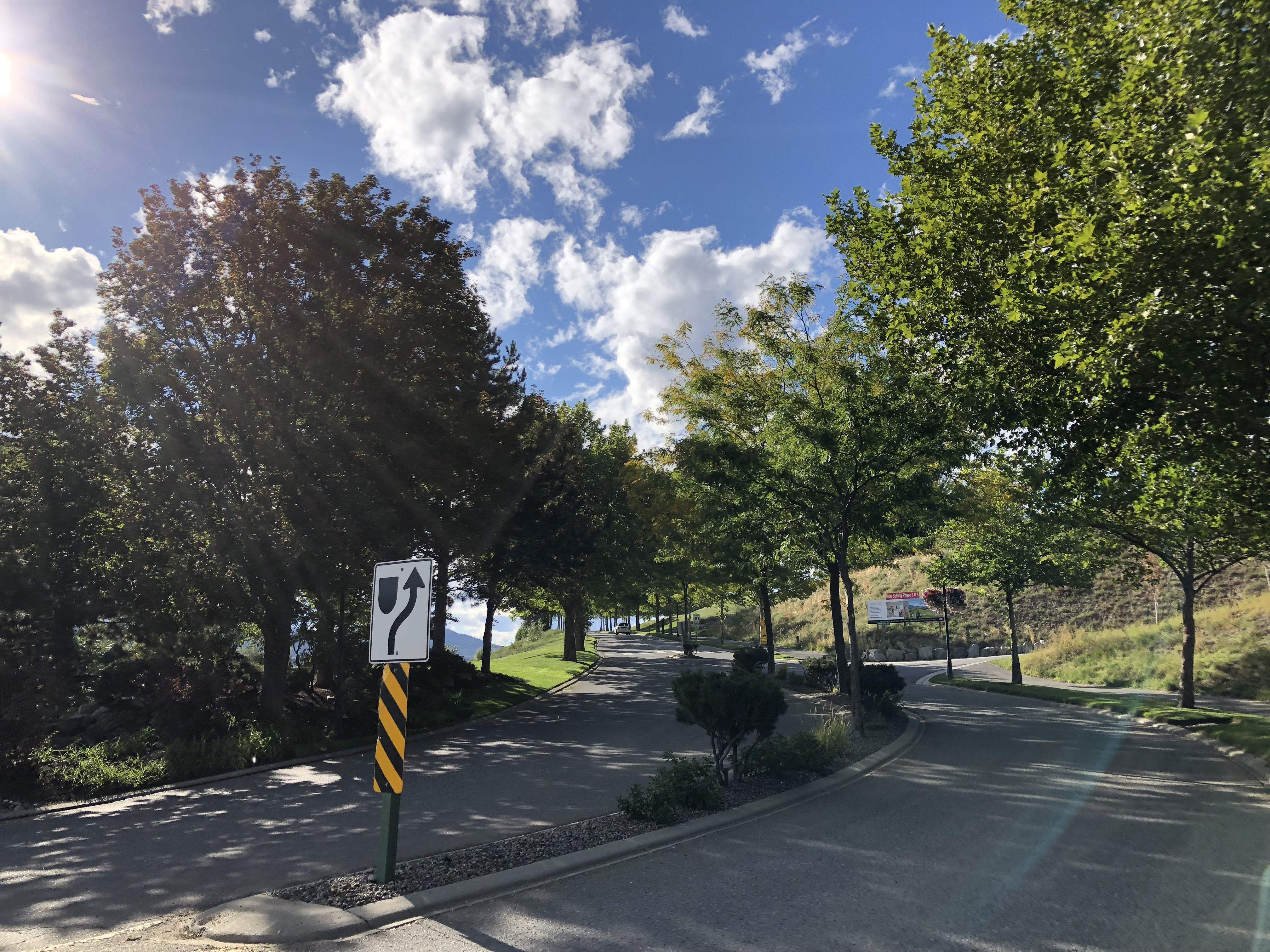
Main Entrance of Sun Rivers Dr.

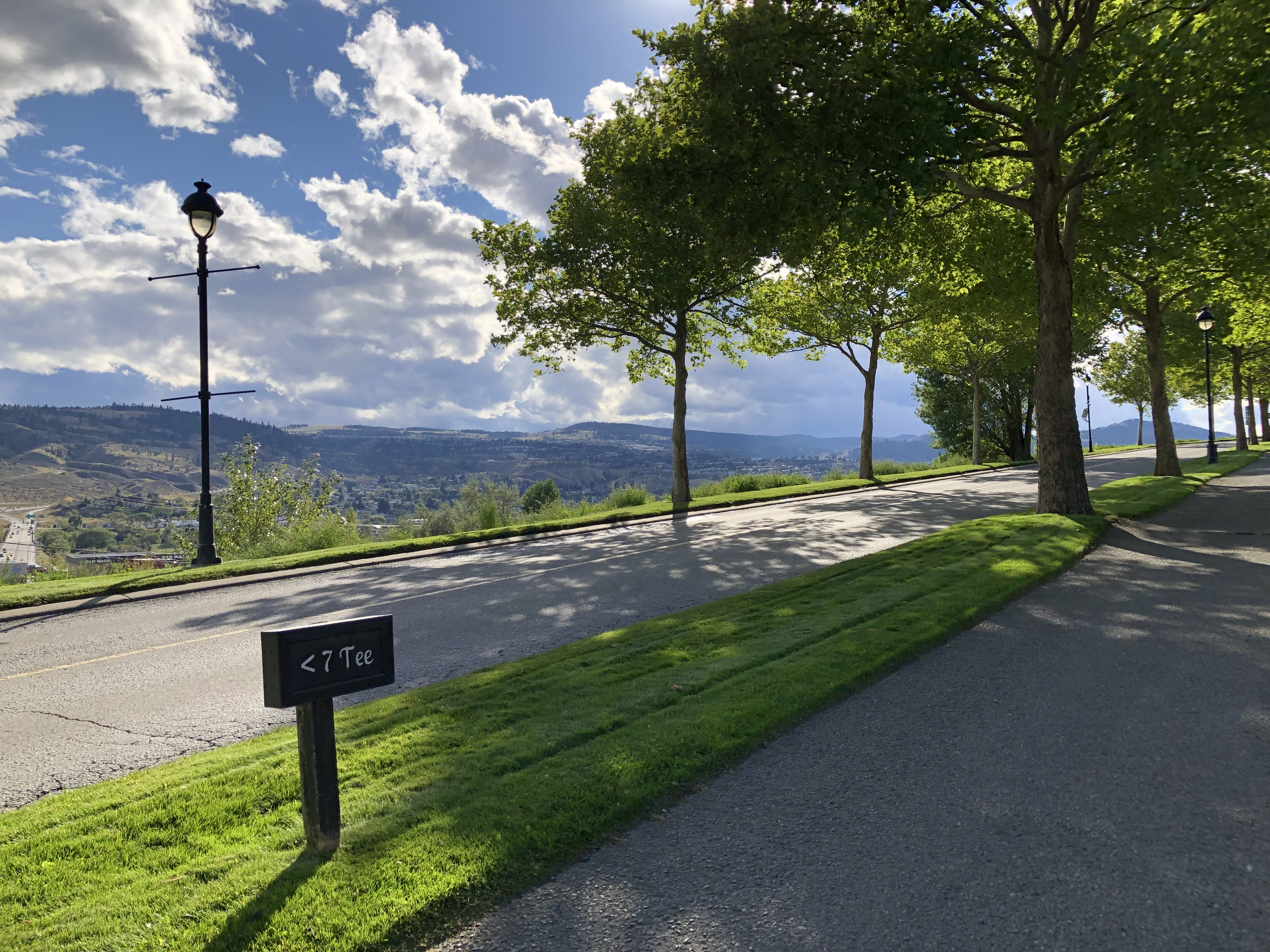
Sun Rivers Dr. path to tee 7

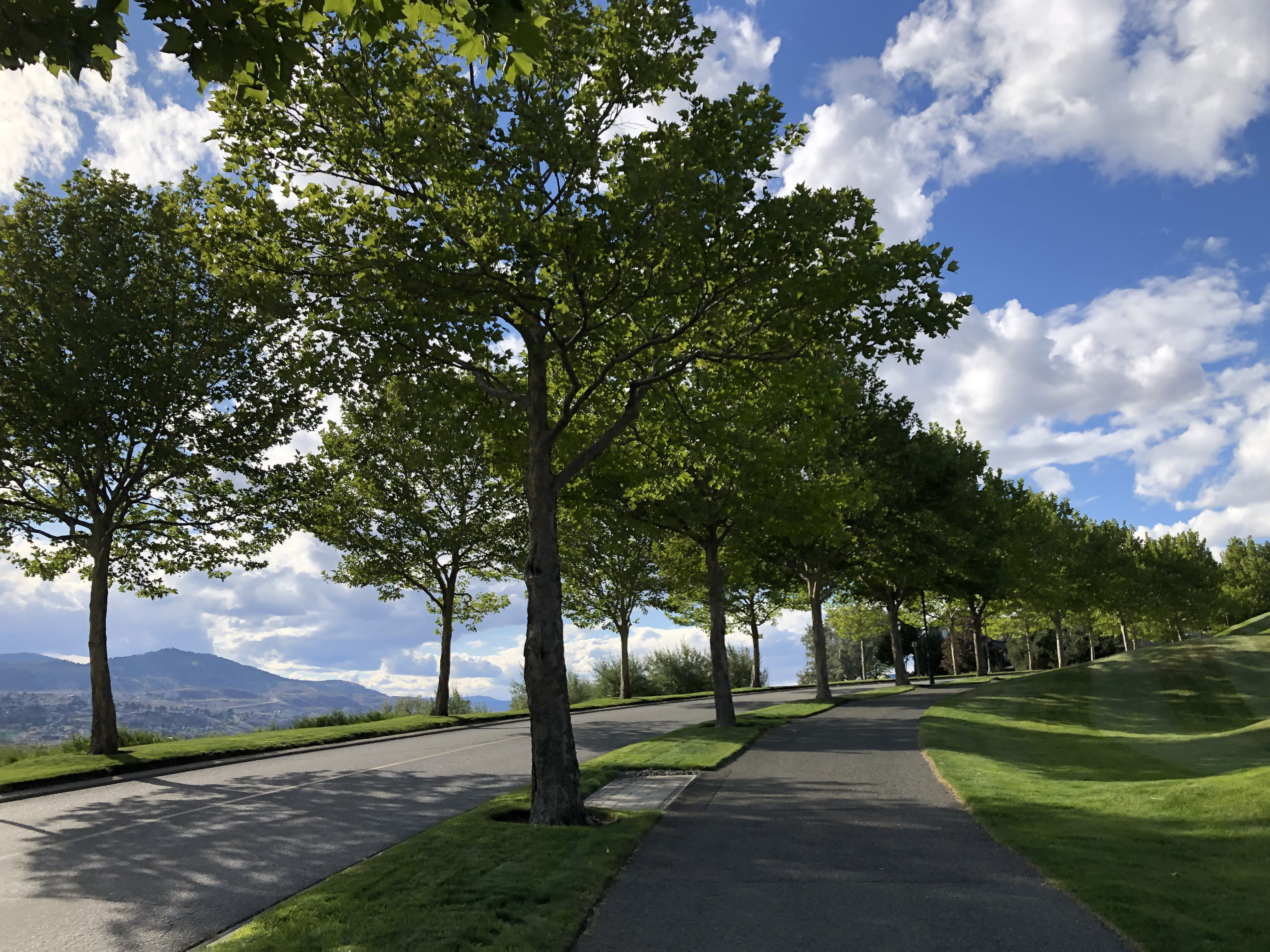
Sun Rivers Dr.

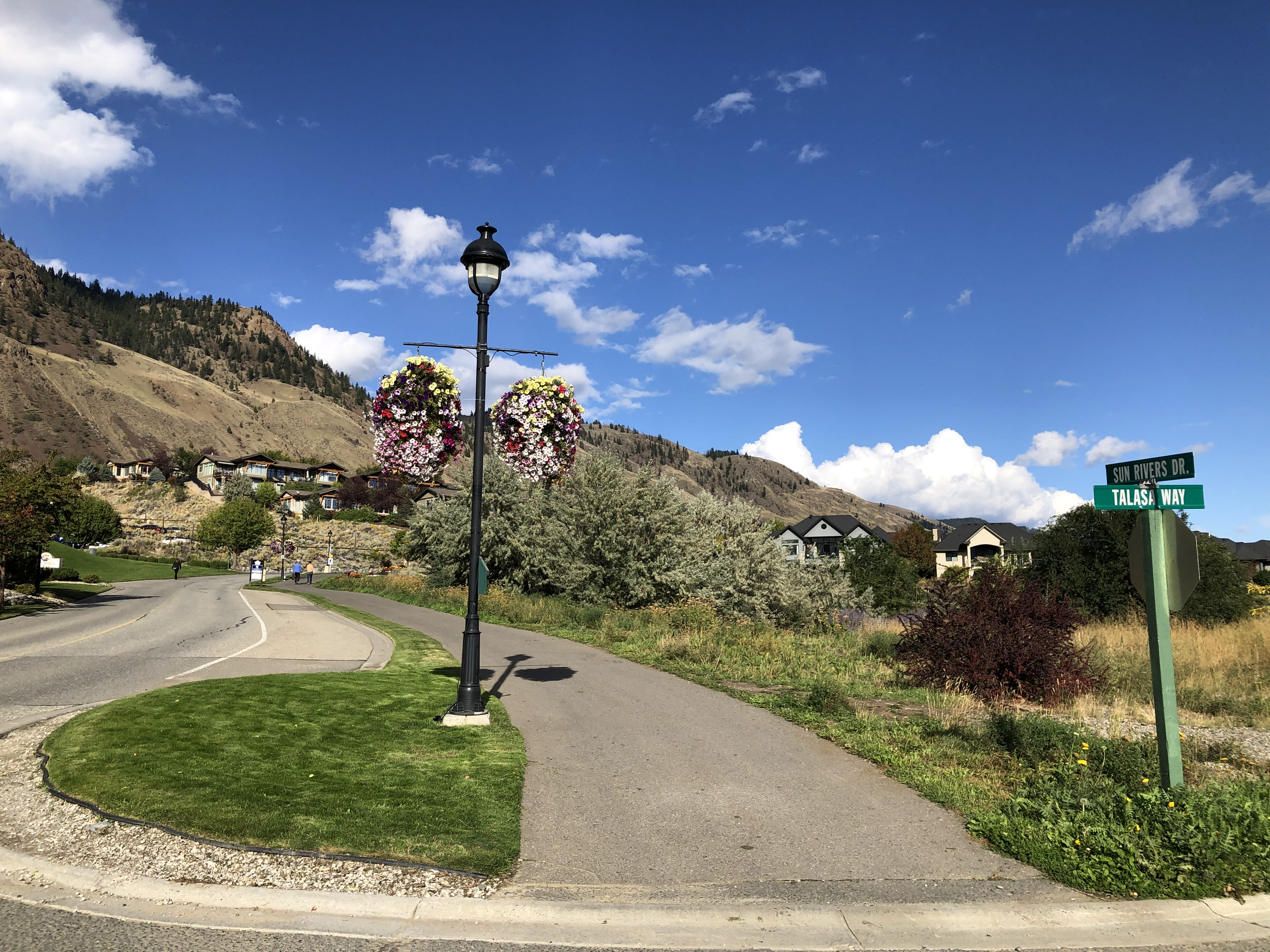
Sun Rivers Dr. and Talasa Way intersection

#### 公共運輸
- BC交通運輸公司 甘露市18號-保羅山路線 SR (Sun Riers)站